# Luces de Bohemia
Luces de Bohemia (in italiano Luci di Bohemia) è uno dei principali esempi di esperpento, stile letterario creato dallo stesso autore dell'opera in questione, Ramón María del Valle-Inclán.
Il dramma appare per la prima volta in una rivista nel 1920, sebbene non fosse concluso. Solo nel 1924 Valle-Inclán pubblica anche le tre scene mancanti (la seconda, la sesta e l'undicesima) definendo compiuta l'opera.

## Trama
Luces de Bohemia è un'opera teatrale che narra l'ultima notte di Max Estrella, alter-ego dello scrittore e giornalista spagnolo Alejandro Sawa. Max, scrittore d'avanguardia divenuto cieco, non appena viene licenziato dal suo giornale, esce di casa a cercar soldi e intraprende un viaggio per le vie di Madrid insieme all'amico don Latino de Hispalis. 
In questo modo sfiora vari mondi: la taverna, il circolo dei poeti modernisti, la strada con scontri tra scioperanti e polizia, il carcere e infine l'ufficio del ministro degli Interni, Antonio Maura, che riconoscendo in Max un compagno di studi decide di donargli una somma di denaro. Il protagonista, umiliato e disperato, continuando a girovagare nel freddo, muore per le strade della capitale spagnola.

## Tema
Attraverso il viaggio simbolico di Max Estrella, Valle-Inclán denuncia il degrado di Madrid, della Spagna e della sua popolazione, la corruzione e i vizi nazionali, critiche tipiche della Generazione del 98, a cui appartiene l'autore stesso. 
La decadenza sociale e spirituale è descritta in modo minuzioso grazie all'innovativo stile "esperpentico", inventato da Valle-Inclán proprio a tal fine. Infatti Max Estrella moribondo espone al suo compagno di bohème la teoria dell'esperpento:

DON LATINO: Be'?, qualcosa sarà!

MAX: è l'Esperpento
[…]

MAX: [...] L'esperpentismo l'ha inventato Goya. Gli eroi classici riflessi negli specchi concavi danno l'Esperpento. Il senso tragico della vita spagnola può essere riprodotto soltanto con un'estetica costantemente deformata [...] Le immagini più belle in uno specchio concavo sono assurde [...] La deformazione cessa di essere tale quando è soggetta a una matematica perfetta. La mia estetica attuale consiste nel trasformare con matematica da specchio concavo le norme classiche.
[…]

MAX: Latino, deformiamo l'espressione nello stesso specchio che ci deforma le facce e tutta la vita miserabile della Spagna. "»
(Scena XII)
In generale tutti i personaggi dell'opera teatrale sono "esperpentizzati", a eccezione del compagno di cella di Max (il quale era stato incarcerato ingiustamente e dirà al protagonista “Tu vedi luci che gli altri non possono vedere”) e un bambino deceduto durante le sommosse cittadine.

## Relazioni con altre figure letterarie
Nel romanzo esistono numerosi riferimenti allo scrittore Alejandro Sawa, il quale come Max morì cieco, povero e pazzo. 
Vengono poi citati gli scrittori Rubén Darío e Galdós, il politico Antonio Maura.
Inoltre sono presenti allusioni costanti al periodo storico in cui si svolgono i fatti (anni '20) e citazioni letterarie di opere rilevanti nella cultura europea: La vita è sogno di Calderón de la Barca; il Marchese di Bradomín, protagonista di Sonatas, opera dello stesso Valle-Inclán; l'Amleto di Shakespeare. 
Ad ogni modo, persino la simbologia del dramma si basa su importanti cenni letterari. Non a caso il viaggio di Max Estrella può essere comparato al viaggio infernale di Dante accompagnato da Virgilio, che in questo caso è figurato da Don Latino.

## Tempo e spazio

### Tempo
In Luces de Bohemia il tempo della storia e il tempo della narrazione non coincidono. Infatti, se i fatti del dramma avvengono nell'arco di circa ventiquattro ore, gli avvenimenti storici presenti durante tutta l'opera teatrale si verificarono effettivamente in tre anni distinti: 1898 (perdita delle colonie spagnole), 1909 (Settimana Tragica) e 1917 (rivolta degli scioperanti). Al contrario è rispettata la regola dell'unità aristotelica del tempo della narrazione e la cronologia di quest'ultima.
Attraverso questa distinzione Valle-Inclán crea volontariamente il fenomeno dell'anacronismo; inoltre la suddetta distorsione temporale contribuisce ad incrementare l'effetto tipico dell'esperpento.

### Spazio
L'unità aristotelica di luogo non è rispettata e la storia si sviluppa in varie zone di Madrid. Nonostante ciò tutti gli spazi descritti hanno le stesse caratteristiche: sono deformati, sporchi, maleodoranti, miseri, chiusi e con poca luce, volti a dare una senso di oppressione al lettore. Solo quando il dramma sta per concludersi, verso l'alba, inizia ad apparire gradualmente la luce, i fatti diventano più chiari e Max Estrella muore.

## Lingua
Anche la lingua segue i principi dell'Esperpento. È volgare, carica di dialettismi madrileni da un lato e di neologismi dall'altro, in completa opposizione agli esponenti del Modernismo, i quali preferivano un linguaggio colto e delicato. Il personaggio che utilizza questo tipo di stile linguistico è Don Latino. In aggiunta il linguaggio è tipico del sainete, genere teatrale seicentesco spagnolo.
Al fine di rendere realistiche le conversazioni tra i personaggi, Valle-Inclán adegua il vocabolario e lo stile di questi alla classe sociale a cui appartengono; inoltre, sceglie prevalentemente frasi brevi e con molte interruzioni. Per enfatizzare le opinioni dei personaggi, l'autore impiega anche numerose ripetizioni ed esclamazioni, accompagnate da citazioni letterarie e da un'amara ironia. 
Come spesso accade nelle opere teatrali, sono presenti delle note integrative di fianco al testo (“acotaciones”), per migliorarne la comprensibilità e la messa in scena. In questo caso, però, le note non hanno solo una funzione di riferimento, bensì i critici letterari le ritengono parti del contenuto stesso, con il fine di aiutare il lettore ad immaginare le scene, tanto che sarebbe quasi impossibile la lettura del dramma senza di esse. Le cosiddette acotaciones sono caratterizzate da un'abbondante aggettivazione e molteplici figure retoriche, quali sinonimia e sinestesia. 

## Trasposizione cinematografica
Nel 1985 il regista spagnolo Miguel Ángel Díez realizzò una versione cinematografica di Luces de Bohemia.